# Station Rishton
Rishton is een spoorwegstation van National Rail in Rishton, Hyndburn in Engeland. Het station is eigendom van Network Rail en wordt beheerd door Northern Rail. 